# Shō (instrument muzyczny)
Shō (jap. 笙) – japoński aerofon, rodzaj harmonijki ustnej, powstały w okresie Nara (VIII w.). Jego pierwowzorem był chiński sheng. Składa się z 17 cienkich rurek bambusowych, z których każda zakończona jest u podstawy rurką metalową. Dwie rurki pozostają niewykorzystane, chociaż badania sugerują, że używano ich przy wykonywaniu niektórych utworów w okresie Heian.

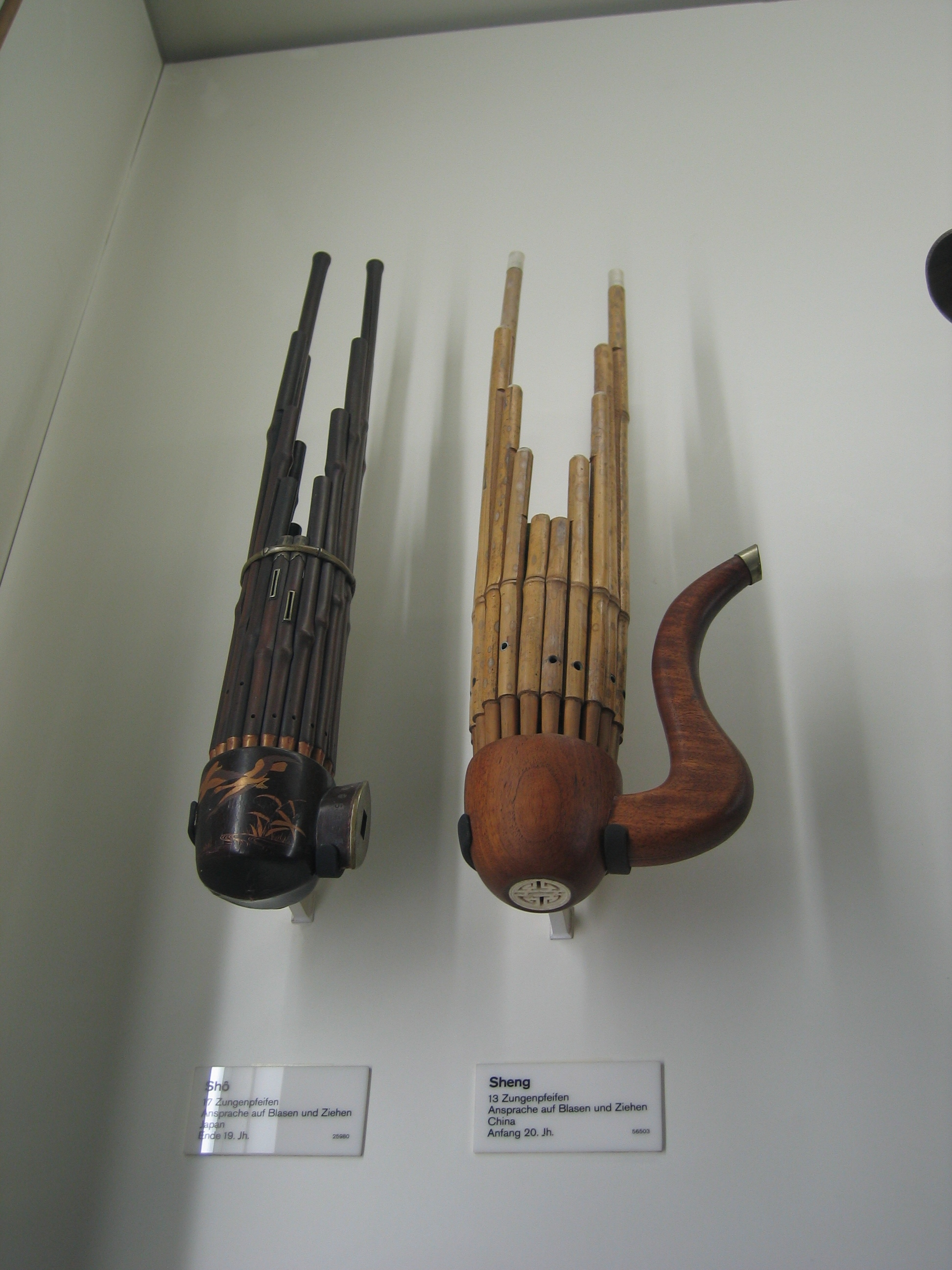
Japońskie shō (L) i chiński sheng (R)

Dźwięk instrumentu ma przypominać głos mitycznego feniksa, i z tego względu zachowano dwie nieme rurki, jako element estetyczny, tworzący dwa symetryczne „skrzydła”. Podobnie jak przy shengu strojenie odbywa się przy użyciu kropli wosku. Ponieważ wilgoć wewnątrz instrumentu zaburza prawidłowy dźwięk, muzycy często ogrzewają go nad węglowym piecykiem, gdy w danym momencie nie grają. Instrument ten pozwala na grę zarówno na wdechu, jak i na wydechu. Shō jest jednym z trzech głównych instrumentów dętych wykorzystywanych w klasycznej japońskiej muzyce dworskiej, zwanej gagaku. Tradycyjna technika obejmuje stosowanie grup tonów, zwanych aitake (合竹), przechodząc stopniowo od jednego do drugiego.
Istnieje również odmiana shō o większych rozmiarach, nazywana u (pochodząca od chińskiego instrumentu yu), jest obecnie mało używana, chociaż niektórzy wykonawcy, jak np. Hiromi Yoshida, próbowali dokonać jego odrodzenia pod koniec XX w.